# Blu-ray
Блу-реј диск (енгл. Blu-ray Disc) наследник је ДВД-а. Његов конкурент је био Тошибин HD DVD који је повучен из производње пошто је током такозваног „плавог рата“ Сони представио четворослојни Блу-реј диск капацитета 100 GB. Тошиба је признала пораз и објавила да више неће производити HD DVD дискове. Технологија и припадајући уређаји су конципирани за приватне кориснике. За виша очекивања предузетничких корисника постоје варијанте (енгл. Professional Disc for Data - PDD) и (енгл. Professional Disc for Broadcast - PDB).
Сонијева нова играчка конзола PlayStation 3 поседује Блу-реј читач. То јој поред игара омогућује и репродукцију филмова у овом формату. Име је енглеског порекла и буквално значи диск плавог зрака, при чему се диск односи на медијуме, а плави зрак на примењени плави ласер. Ортографски исправно писање Blue-ray Disc је вероватно било промењено да би се појам могао лакше регистровати као робна марка.
Блу-реј диск постоји у 3 формата: као BD само за учитавање, као BD-R за учитавање и једноструки запис и као BD-RE за учитавање и вишеструки запис података.

## Историја
Први прототип Блу-реј диска објављен је од стране компаније Сони у Јапану у октобру 2000. Сам лого и заштитни знак представљени су 9. фебруара 2001. док је годину дана касније, 19. фебруара 2002. године Блу-реј диск званично представљен јавности.
BD формат је развијен од стране Блу-реј диск удружења, групе која представља креаторе потрошачке електронике, компјутерског хардвера и покретних слика (филмова). Пошто је Сони представио први Блу-реј диск прототип у октобру 2000, први прототип плејера за ове дискове је објављен у априлу 2003. такође у Јапану. Након тога, он је наставио да се развија до званичног пуштања у продају у јуну 2006. Током HD-DVD и Блу-реј рата (тзв. “плави рат”), Тошиба је у фебруару 2008. признала да је подржала HD-DVD, док је избацивала у продају свој Блу-реј диск у 2009. Према истраживањима медија, HD софтвер се продавао у Сједињеним Америчким Државама спорије прве две године него ДВД софтвер.
Сонијева нова играчка конзола PlayStation 3 поседује Блу-реј читач. То јој поред игара омогућује и репродукцију филмова у овом формату. Име је енглеског порекла и буквално значи диск плавог зрака, при чему се диск односи на медијуме, а плави зрак на примењени плави ласер. Ортографски исправно писање  је вероватно било промењено да би се појам могао лакше регистровати као робна марка.

## Карактеристике
Блу-реј диск је направљен од пластике, пречника 120 mm и 1,2 mm дебљине, што су практично димензије DVD и CD дискова. Конвенционални Блу-реј диск дискови су капацитета 25 гигабајта по слоју, односно 50 гигабајта код оних са дуплим слојем. Дискови са три слоја (100 гигабајта) и они са четири слоја (128 гигабајта) су доступни искључиво за рачунарске BD-XL драјвове и нису компатибилни са самосталним Блу-реј плејерима.
Име Блу-реј се односи на ласер (тачније, љубичасти ласер) који се користи за читање диска, који дозвољава да се информације складиште у већој густини него што је то могуће са дужим таласним дужинама црвеног ласера који се користи за DVD.
Главна примена Блу-реј диска је да се користи као средство за складиштење видео материјала, попут играних филмова, као и физичке дистрибуције видео игара за PlayStation 3, PlayStation 4 и Xbox One. Поред свега наведеног, Блу-реј се може користити и за складиштење бројних других мултимедијалних формата.
Видео записи високе дефиниције могу бити снимљени на Блу-реј дисковима до 2160р резолуције (3840х2160 пиксела), до 60 фрејмова по секунди. Разлика између ДВД и Блу-реј дискова је што су ДВД дискови лимитирани на максимум резолуције од 480р (720х480 пиксела) или 576р (720х576 пиксела).